# Hexatoma (Eriocera) leonensis
Hexatoma (Eriocera) leonensis is een tweevleugelige uit de familie steltmuggen (Limoniidae). De soort komt voor in het Afrotropisch gebied.